# Paratryphera yichengensis
Paratryphera yichengensis är en tvåvingeart som beskrevs av Liu, Chao och Li 1999. Paratryphera yichengensis ingår i släktet Paratryphera och familjen parasitflugor.
Artens utbredningsområde är Shanxi (Kina). Inga underarter finns listade i Catalogue of Life.